# Terme Commodiane
Le Terme Commodiane (in latino Thermae Comodianae, anche note come Thermae Cleandri dal nome del costruttore), furono terme imperiali di Roma, ubicate nella Regio I, presumibilmente a sud/sud-est delle Terme di Caracalla; pur citate dagli autori antichi, di esse non si conserva alcuna traccia. 
Le Terme Commodiane furono edificate da Marco Aurelio Cleandro, un favorito dell'imperatore Commodo e furono dedicate nel 183 d.C..
Comprendevano anche un ginnasio.